# Республіканська партія Вірменії
Республіканська партія Вірменії (вірм. Հայաստանի Հանրապետական կուսակցություն, ՀՀԿ; Hayastani Hanrapetakan Kusaktsutyun, HHK) — заснована 2 квітня 1990. Тепер правляча консервативна партія у Вірменії. Понад 140,000 членів.
Має статус спостерігача Європейської народної партії. Лідер партії Серж Саргсян .
На виборах 2012 отримала майже 45 % голосів, які делегували 69 депутатів до 131-го парламенту Вірменії.